# Czapla RE-105
Czapla RE-105 – radioodbiornik konstrukcyjnie podobny do Pioniera RE-105. Konstruktorami byli Stefan Herc i Marian Sudoł, a producentem zakłady Unito Telcza w Czaplinku.